# Arctornis bicalcaratus
Arctornis bicalcaratus är en fjärilsart som beskrevs av Holloway 1999. Arctornis bicalcaratus ingår i släktet Arctornis och familjen tofsspinnare. Inga underarter finns listade i Catalogue of Life.